# Canindé (kommun)
Canindé är en kommun i Brasilien.   Den ligger i delstaten Ceará, i den östra delen av landet, 1 600 km nordost om huvudstaden Brasília. Antalet invånare är 74 486. Arean är 3 218 kvadratkilometer.
Terrängen i Canindé är huvudsakligen kuperad, men norrut är den platt.
Följande samhällen finns i Canindé:
- Canindé

Omgivningarna runt Canindé är huvudsakligen savann. Runt Canindé är det glesbefolkat, med 17 invånare per kvadratkilometer.